# 男ありて
『男ありて』（おとこありて）は、1955年5月10日に公開された日本映画。製作、配給は東宝。モノクロ、スタンダード。架空のプロ野球チームを題材としており、監督を志村喬、監督の右腕として面倒見のいい主将を三船敏郎、新人ピッチャーを藤木悠が、それぞれ演じている。
志村が演じた監督のモデルには、天知俊一や鶴岡一人の名が挙げられている。作中には中日ドラゴンズおよびその2軍（当時は「中日ダイアモンズ」を名乗っていた）が登場している。

## ストーリー
東京スパローズの監督、島村は仕事一筋で家族を顧みないため、家族との間には溝があった。試合中の乱闘で島村は出場停止になってしまう。時間ができたので、島村は数年ぶりに妻と出かけた。

## スタッフ
- 監督：丸山誠治
- 製作：渾大坊五郎
- 脚本：菊島隆三
- 音楽：斎藤一郎
- 撮影：玉井正夫
- 美術：小川一男
- 録音：保坂有明
- 照明：石井長四郎
- 編集：庵原周一
- 助監督：梶田興治

## キャスト

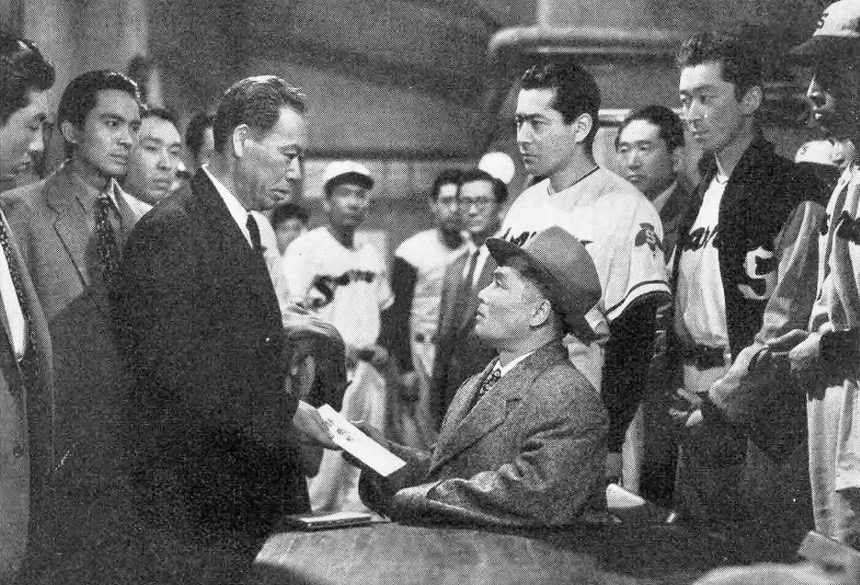
志村喬、清水元、三船敏郎

- 島村達郎 - 志村喬
- 島村きぬ江 - 夏川静江
- 島村みち子 - 岡田茉莉子
- 島村照夫 - 伊東隆
- 矢野光男 - 三船敏郎
- 大西博 - 藤木悠
- 小池代表 - 清水元
- 瀬川記者 - 清水将夫
- 丸山選手 - 土屋嘉男
- 北岡選手 - 松尾文人
- 雑誌記者 - 加東大介
- アンパイア	 - 恩田清二郎
- 葬儀屋の主人 - 河崎堅男
- みち子の友達 - 森啓子
- 〃　　　 - 河美智子
- 土屋博敏
- 出雲八枝子
- 中日ドラゴンズ・ダイアモンズ軍

## テレビドラマ
本映画を原作としたテレビドラマが3本放送された。

### 1959年版
1959年3月22日から同年4月19日までKRT系列（現：TBS系列）で、新国劇で公開された作品をドラマにリメイクして放送する枠『新国劇アワー』（日曜20:30 - 21:00。塩野義製薬一社提供）で放送。全5話で、シリーズでは唯一の連続作品。なお作品終了後はナイターシーズンに入るため、『新国劇アワー』は木曜22:00 - 22:30（JST）に移動して継続する。
出演
- 島田正吾
- 外崎恵美子
- 河村憲一郎
- 行友勝江
- 毛利三伯

スタッフ
- 作：菊島隆三
- 脚本：村越一二[2]

### 1963年版
1963年4月30日にフジテレビ系列で放送。全1回。放送時間は火曜20:00 - 21:30（JST）で、唯一の「1話完結」・「1時間越え」。元々この枠は、ナイターシーズン中は定時番組を置かず、中継の無い時は映画を放送していたが、本作は珍しいドラマだった。
映画に主演した志村喬が本作にも主演している。
出演
- 志村喬
- 三益愛子
- 浜木綿子
- 南原宏治

スタッフ
- 原作：菊島隆三
- 演出：吉岡哲雄[3]

### 1964年版
1964年10月6日と同年同月13日の2回にわたって、日本テレビ系列の単発ドラマ枠『男ありて』（火曜21:00 - 21:30。いすゞ自動車一社提供）で放送。ただし第1回は「日本シリーズ中継」(阪神×南海。読売テレビ制作。18:30 - 21:30）のため30分繰り下げて放送。
本作は2回で終わったが、その後も同枠では1965年1月5日まで男性が主人公の1話完結ドラマが放送された。
出演
- 山村聰
- 宝生あや子
- 金井進二
- 斎藤チヤ子
- 佐々木信也（特別出演）
- 沼沢康一郎（特別出演）

スタッフ
- 原作・脚本：菊島隆三
- 演出：北川信[4]

| KRT系列 日曜20:30 - 21:00枠                 | KRT系列 日曜20:30 - 21:00枠                      | KRT系列 日曜20:30 - 21:00枠                      |
| 前番組                                      | 番組名                                           | 次番組                                           |
| ------------------------------------------- | ------------------------------------------------ | ------------------------------------------------ |
| 国定忠治                                    | 男ありて（1959年） （1959年3月22日 - 4月19日）   | 単発番組 ↓ プロ野球中継または映画 ※20:00 - 21:30 |
| KRT系列 新国劇アワー                        |                                                  |                                                  |
| 国定忠治                                    | 男ありて（1959年） （1959年3月22日 - 4月19日）   | 次郎長外伝 荒神山 ※木曜22:00 - 22:30             |
| フジテレビ系列 火曜20:00 - 21:30枠          |                                                  |                                                  |
| プロ野球中継（西鉄×大毎） （1963年4月23日） | 男ありて（1963年） （1963年4月30日）             | プロ野球中継（中日×巨人） （1963年5月7日）       |
| 日本テレビ系列 火曜21:00 - 21:30枠          |                                                  |                                                  |
| 保安官ワイアット・アープ                    | 男ありて（1964年版） （1964年10月6日・10月13日） | 男ありて 街医者物語 （1964年10月20日）           |
| 日本テレビ系列 男ありて                     |                                                  |                                                  |
| （なし）                                    | 男ありて（1964年版） （1964年10月6日・10月13日） | 街医者物語 （1964年10月20日）                    |